# Urocyon
Urocyon és un gènere de la família dels cànids. Conté una espècie extinta i dues espècies (possiblement tres) vivents.